# Гамільтонбан Тауншип (округ Адамс, Пенсільванія)
Гамільтонбан Тауншип (англ. Hamiltonban Township) — селище (англ. township) в США, в окрузі Адамс штату Пенсільванія. Населення — 2300 осіб (2020).

## Демографія
Згідно з переписом 2010 року, у селищі мешкали 2372 особи в 942 домогосподарствах у складі 678 родин. Було 1028 помешкань
Расовий склад населення:
| - 96,1 % — білих - 0,9 % — чорних або афроамериканців - 0,7 % — азіатів - 0,3 % — корінних американців |

До двох чи більше рас належало 1,6 %. Частка іспаномовних становила 2,0 % від усіх жителів.
За віковим діапазоном населення розподілялося таким чином: 18,9 % — особи молодші 18 років, 65,6 % — особи у віці 18—64 років, 15,5 % — особи у віці 65 років та старші. Медіана віку мешканця становила 44,3 року. На 100 осіб жіночої статі у селищі припадало 102,0 чоловіків;  на 100 жінок у віці від 18 років та старших — 102,4 чоловіків також старших 18 років.
Середній дохід на одне домашнє господарство  становив 64 247 доларів США (медіана — 57 333), а середній дохід на одну сім'ю — 71 488 доларів (медіана — 63 625). Медіана доходів становила 43 665 доларів для чоловіків та 29 185 доларів для жінок. За межею бідності перебувало 9,3 % осіб, у тому числі 16,8 % дітей у віці до 18 років та 9,3 % осіб у віці 65 років та старших.
Цивільне працевлаштоване населення становило 1106 осіб. Основні галузі зайнятості: виробництво — 19,3 %, освіта, охорона здоров'я та соціальна допомога — 15,1 %, роздрібна торгівля — 12,4 %, мистецтво, розваги та відпочинок — 11,5 %.